# وحدة قصاصي الأثر بالجيش الإسرائيلي
وحدة قصاصي الأثر بالجيش الإسرائيلي ، هي وحدة من الكتيبة الصحراوية بالجيش الإسرائيلي بها مقتفي الأثر من البدو ويرأسها بيني غانون
تتألف هذه الوحدة من عدة مئات من المقاتلين، غالبيتهم العظمى من أبناء الطائفة البدوية. في كل يوم وفي كل حالة طقس يخرجون للمهمة وهم مسلّحون بسترة واقية خفيفة الوزن وبندقية ام-16 وبشكل أساسي بحاسة بصر وشمّ متطوّرتين. يتجوّلون في جميع الحدود الإسرائيلية في بحث مستمر عن المقاومين والمهرّبين.

حتى في الأيام التي تطلق فيها إسرائيل إلى الفضاء أقمارا صناعية عالية التكنولوجيا، وتُدخل إلى الوحدات أنظمة متطورة ووسائل مراقبة متقدّمة، فليس هناك بديل لتقفي الأثر.

## التأسيس
أقيمت هذه الوحدة عام 1970 ويمكن القول إن شخصيين أساسيين كانا وراء إقامتها الأول الذي يعتبر وتصفه الوثائق العسكرية الإسرائيلية بصاحب فكرة قص الأثر في الجيش الإسرائيلي «عاموس يركوني» وهو ليس يهوديا بل بدوي اسمه الأصلي «عبد المجيد خضر المزاريب» والذي اختار لنفسه الاسم اليهودي سابق الذكر لدرجة أن فيلما حمل اسم «الغشاش البدو» عرض 2011 أي بعد 20 عاما من موته يروي حكاية «يركوني» أو «المزاريب» هذا البدوي الذي أسس وحدة قصاصي الأثر وحضر عرض الفيلم جنرالات إسرائيليين سابقين وحاليين ورئيس جهاز الشاباك ورئيس الموساد وعدد كبير من أعضاء الكنيست والوزراء في إشارة لأهمية الفيلم وأهمية ما قام به هذا الشخص بالنسبة للجيش الإسرائيلي ولا يدور الحديث هنا عن أهمية الشخص بل أهمية العمل.

أما الشخص الثاني الذي تعتبره أوساط الجيش من أباء ومؤسسي هذه الوحدة فهو البدو «حسين الهيب» الذي شغل منصب «ضابط قصاصي الاثر» في الجيش الإسرائيلي وحصل على رتبة «عقيد».

تطوع في صفوف الجيش الإسرائيلي في ستينيات القرن الماضي وخدم حينها ضمن وحدة «شاكيد» وبعد عدة سنوات انتقل إلى المنطقة الشمالية ليعمل بوظيفة «قصاص اثر المنطقة الشمالية» والمقصود بالمنطقة الشمالية هنا الحدود اللبنانية والسورية وشارك في حرب أكتوبر وعملية «الليطاني» وهي عملية غزة جنوب لبنان التي وقعت عام 1978 وشارك أيضا في غزة لبنان عام 1982 وبقي في لبنان حتى قبيل الانسحاب الإسرائيلي عام 2000 حيث تسرح من الجيش بعد خدمة استمرت حوال 37 عاما.

في البداية كانت الكتيبة كوحدة صغيرة من الجنود البدو المحاربين لشغل مهام الاستطلاع والكشف عن الأثر والمراقبة على حدود قطاع غزة، ومع مرور الوقت زاد عدد المنتمين لها وتم دمج وحدة من الجيش الإسرائيلي لها ليصبح فيها خلط ما بين غير البدو والبدو والمسيحيين.

## التدريب والقدرات
يتمركز تدريب الكتيبة بشكل أساسي على قاعدة تدريب لواء جفعاتي، حيث يمارسون التدريب جنباً إلى جنب مع جنود من لواء جفعاتي.
خلال أحداث انتفاضة الأقصى لعبت الكتيبة دوراً كبيرا على طول محور فيلادلفيا «صلاح الدين»، في محاربة الأنفاق مع مصر، وقد قتل من هذه
الكتيبة خمسة من جنودها في عملية «أنفاق الجحيم» التي نفذتها المقاومة الفلسطينية على معبر رفح في العام 2004.

وفضلا عن قدرتهم على تحليل الآثار فلدى كتيبة الدوريات الصحراويه عقيدة عمل مرتّبة جدا والتي تحتوي على عقيدة قتالية عسكرية مع قدرات بدوية قديمة. حاسّة الشمّ القوية، القدرة على العمل في مناطق واسعة، القدرة في البقاء على قيد الحياة والجهد المادي الأمثل لظروف المنطقة الصعبة والتي لا تنتهي.

## المهام
- تمشيط الحدود مع قطاع غزة.

- تقصي الأثر على الشريط الحدودي.

- مكافحة الاختطاف ومنع أي عملية أسر للجنود الإسرائيليين بأي ثمن حتى لو على حساب قتل الجندي.

- مراقبة مناطق سكن الفلسطينيين المحاذية للحدود.

- تنفيذ عمليات خاصة سريعة بالقرب من حدود قطاع غزة.

- القتال في المناطق المأهولة بالسكان.

- مكافحة الأنفاق الحدودية التي تجتاز السلك الفاصل.

- حماية معبر كرم أبو سالم.

## مواصفات أفراد الكتيبة
- إجادة اللغة العربية لسهولة التعامل مع المدنيين خلال أية حرب قادمة.

- القدرة العالية على تقصي الأثر وتتبع من يعبر الحدود.

- الملامح عربية بما يسهل تنفيذ مهام خاصة بالقرب من الحدود.

## مواضيع متعلقة
- الجيش الإسرائيلي
- قص الأثر

## وصلات خارجية
- مقابلة مع رئيس وحدة قصاصي الأثر في الجيش الإسرائيلي